# Le Phénomène humain
Le Phénomène humain est un essai philosophique et théologique écrit par Pierre Teilhard de Chardin. Paru une première fois en 1955 (après la mort de l'auteur), il connait un grand succès et est souvent réédité aux éditions du Seuil.

## Présentation
Le Phénomène humain, qu'on considère généralement comme son œuvre la plus importante, donne une claire idée de sa pensée, qu'il reprendra dans des textes ultérieurs. Le livre est développé selon trois axes. Les deux premiers sont complémentaires en ce sens qu'ils partent de l'apparition de la vie au sein du minéral et de l'apparition de la pensée au sein du vivant. Le dernier traite de la pensée humaine dans une « noosphère », unifiant géosphère et biosphère et convergeant vers un point unificateur qu'il appelle le « point Oméga ». C'est dans ce chapitre qu'on passe d'un travail essentiellement scientifique au point de vue d'un théologien chrétien, prenant une option plutôt dynamique et positive sur le rôle de l'évolution.
Dans cette œuvre qu'il qualifie lui-même d'« introduction à une explication du Monde », il estime que la pensée dans ce qui fait sa spécificité, ses capacités de recherche et de découverte, représente le centre des possibilités d'évolution et qu'il est alors vital d'étudier « ce que devient et exige l'homme ».
Un autre de ses livres, Le Milieu divin, synthétise bien la pensée de celui qui cherchait un principe générateur et unificateur au monde, un être transcendant « capable d'opérer dans sa plénitude la synthèse de l'Esprit [...] (car) il n'y a qu'une manière possible de s'aimer : c'est de se savoir “surcentrés” tous ensemble sur un même “ultra-centre” commun, en qui les êtres ne puissent parvenir qu'à l'extrême d'eux-mêmes, qu'en se réunissant. »